# Joan Teixidor i Comes
Joan Teixidor i Comes (Olot, 8 de abril de 1913 – Barcelona, 10 de enero de 1992) fue un escritor y editor catalán. Miembro fundador de los Quaderns de poesia y de la revista Destino. El año 1935, publicó La Antología (de Pere Serafí). Con Josep Vergés i Matas, fundó la editorial Destino en 1942. Fue presidente de la Fundación Joan Miró entre 1975 y 1981.
También colaboró habitualmente en varios medios como La Publicidad, Mirador, Serra d'Or, Els Marges, Art, La Vanguardia o El País, entre otros.

## Biografía

### Inicios
Joan Teixidor nació en Olot el 8 de abril de 1913, siendo el sexto de ocho hijos, nacidos entre 1905 y 1922. El hecho de ser el segundo de los tres chicos condicionó su carácter, paradójicamente reprochado y emprendedor al mismo tiempo. De joven recibió una sólida formación en humanidades y ciencias a los Escolapios de Olot y en los Jesuitas de la barcelonina calle Caspe. De entrada, de adolescente, quería ser pintor. Más tarde, su amor por el arte se acabaría encaminando hacia la voluntad de seguir la carrera profesional de arquitecto. Y finalmente, descubriría
que su verdadera vocación era la de escritor, a pesar de que sus primeros textos líricos ya databan de los 14 años. El 1929 se estableció en Barcelona, donde estableció una extensa red de amistades literarias y, con sus primeras publicaciones, se convirtió progresivamente en un referente de la nueva poesía y crítica literaria de la época, aclamado por sus coetáneos y reconocido por los maestros de generaciones anteriores.

### Escritura
La reanudación de la vida personal, la carrera profesional y la obra literaria después de la Guerra Civil fue una prueba dura para Teixidor. A lo largo de los años fue desplegando una obra que abrazaba diferentes géneros como por ejemplo la poesía, la crítica de arte, la historia del arte, la crítica literaria, la crónica de viajes, el memorialismo y el articulismo. Destacan los trabajos pioneros sobre Salvat‐Papasseit, Gaudí, Miró y Tàpies, los escritos sobre sus viajes o las antologías que construyó a partir de sus columnas semanales a Destino y El País.

### Editor
Al margen de su obra creativa más personal, Teixidor mantuvo una intensa actividad literaria y cultural. Fundó y dirigió Ediciones Destino, donde, por un lado, consolidó definitivamente autores conocidos y, por otro, apostó por nuevos valores entre los jóvenes. Instituyó diversos premios literarios y estableció una de las librerías emblemáticas de la ciudad de Barcelona. Fue miembro destacado de muchas entidades y asociaciones. Su domicilio particular en la Diagonal de Barcelona llegó a ser un lugar de encuentro y de intercambio de ideas entre muchas personas del mundo cultural, a menudo personas de generaciones diferentes y con puntos de vista divergentes o enfrentados.

## Libros publicados
Investigación y divulgación
- Antoni Tàpies. Barcelona: Polígrafa, 1964
- Miró : escultures. Barcelona: Polígrafa, 1973
- Miró : Lithographe III. Barcelona: Polígrafa, 1977
- Eudald Serra. Barcelona: Polígrafa, 1978

Narrativa
- Els antics, 1968
- Els anys i els llocs. Barcelona: Destino, 1985

Poesía
- Poemes. Barcelona: Publicacions de La Revista, 1932
- Joc partit. Barcelona: Ed. de la Residència d'Estudiants, 1935
- L'aventura fràgil, 1937
- Camí dels dies. Barcelona: Destino, 1948
- El príncep. Barcelona: Pedreira, 1954
- Per aquest misteri. Barcelona: Pedreira, 1962
- Una veu et crida. Barcelona: Ed. 62, 1969
- Un cel blavíssim. Barcelona: Destino, 1978
- Fluvià. Barcelona: Columna, 1989

Estudios literarios
- Antologia general de la poesia catalana (amb Martí de Riquer). Barcelona: Josep Janés, 1936
- Entre les lletres i les arts, 1957
- Cinc poetes. Barcelona: Destino, 1969

Textos autobiográficos
- Tot apuntat: 1965-1975. Barcelona: Destino, 1981
- Apunts encara: 1983 - 1985. Barcelona: Destino, 1986
- Més apunts: 1986 - 1989. Barcelona: Destino, 1990

Descripción y viajes
- Viatge a Orient. Barcelona: Destino, 1969

## Premios y reconocimientos
- El 1989 recibió la medalla de oro al mérito artístico de Barcelona.

Premios literarios
- 1970 - Premio Lletra d'Or: Quan tot es trenca
- 1989 - Premio Ciutat de Barcelona: Fluvià

## Exposiciones destacadas
El 2013 se le dedicó una exposición conmemorativa al Museo de Historia de Cataluña, con el título «Joan Teixidor (1913-1992): No viváis más en fragmentos» y el obectivo de presentar una nueva mirada global sobre la figura del autor y su obra. También se pudo ver en el Museo de la Garrocha entre el 24 de enero y el 30 de marzo de 2014.